# East End (Arkansas)
East End – jednostka osadnicza w Stanach Zjednoczonych, w stanie Arkansas, w hrabstwie Saline.